# Paul Imberg

Paul Imberg (1877–1962)

Paul Imberg (* 29. Mai 1877 in Berlin; † 10. Juli 1962 in Manhattan (New York City)) war ein jüdischer deutscher Architekt.

## Leben
Paul Imberg war ein Sohn von Julius Imberg und dessen Ehefrau, geb. Salinger.
Nach seinem Architekturstudium schlug er zunächst eine Laufbahn als Baubeamter ein und absolvierte die weitere praktische Ausbildung als Regierungsbauführer (Referendar in der öffentlichen Bauverwaltung). 1904 legte er das 2. Staatsexamen ab und wurde zum Regierungsbaumeister (Assessor in der öffentlichen Bauverwaltung) ernannt. Aber schon 1905 schied er auf eigenen Wunsch aus dem Staatsdienst aus und machte sich in Berlin selbständig. Er richtete zunächst sein Büro und seinen Wohnsitz in Charlottenburg bei Berlin ein, von wo er 1916 nach Dahlem zog. Von 1922 bis zu seiner Flucht nach Palästina bewohnte dort ein eigenes Haus unter der Adresse Im schwarzen Grund 10.
Paul Imberg war seit dem 24. Juli 1905 mit der ebenfalls aus Berlin stammenden Fanny, geb. Loeb (* 1. April 1883), verheiratet.
Möglicherweise schon als Architekturstudent wurde Imberg Mitglied im renommierten Architekten- und Ingenieur-Verein zu Berlin.
Imberg war Mitglied der jüdischen Gemeinde zu Berlin. Nach nationalsozialistischer Definition (durch die Nürnberger Gesetze) galt Imberg als „Volljude“, er konnte daher nicht Mitglied in der Reichskammer der bildenden Künste werden und deshalb nicht mehr als selbständiger Architekt arbeiten. Unter diesen Umständen war er gezwungen, Deutschland zu verlassen, und flüchtete 1934 oder 1935, mit Ende 50, nach Palästina. Dort lebte er bis 1956, also mehr als 20 Jahre lang, und erlebte 1948 die Gründung des Staates Israel auf dem britischen Mandatsgebiet mit. Über Imbergs Tätigkeit in Palästina bzw. Israel ist wenig bekannt. Im Jahr 1956, im Alter von 79 Jahren, emigrierte Imberg in die USA, wo er 1962 in New York City im Alter von 85 Jahren starb.

## Werk
Imberg war zeitweise mit dem Architekten Leopold Friedmann (* 3. Juni 1886 in Buenos Aires; † unbekannt) assoziiert, entwarf aber auch allein und vereinzelt in Zusammenarbeit mit dem Architekten Walter Otto Croner (* 1887 in Berlin; † 1936 ebenda).

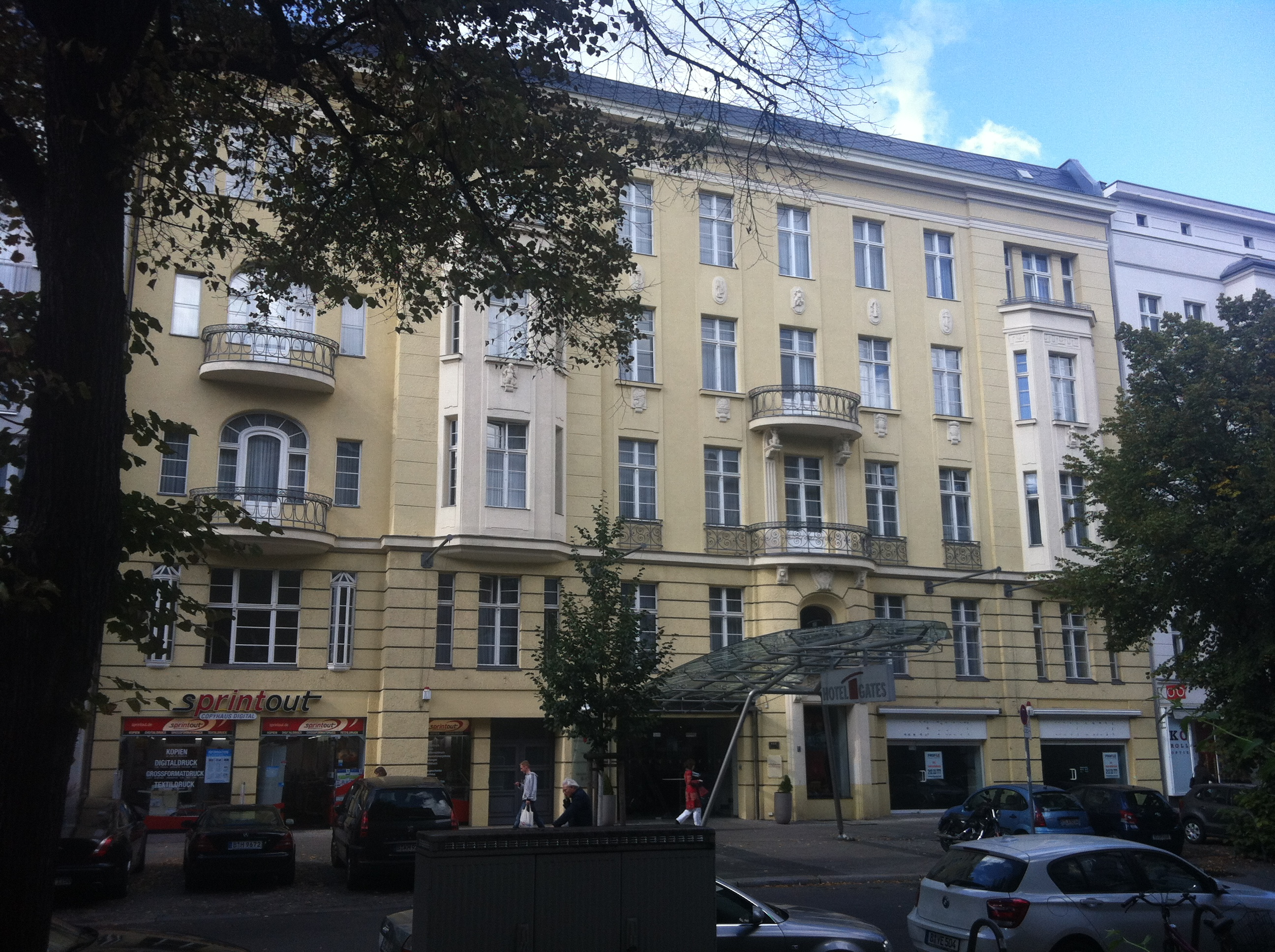
Charlottenburg, Knesebeckstraße 8–9

Imberg und Friedmann lebten beide in Berlin-Dahlem. Ihr einziges gemeinsames Projekt vor dem Ersten Weltkrieg waren ein Getreidespeicher und Stallanlagen auf dem Rittergut Lanckensburg auf der Insel Rügen. In eigener Regie baute Imberg 1911–1912 das 1891 errichtete Mehrfamilienwohnhaus mit Läden Knesebeckstraße 8–9 in Berlin-Charlottenburg um. Das Gebäude wird seit den späten 1990er Jahren als Hotel genutzt.
Ein Gemeinschaftsprojekt mehrerer Architekten war um 1911 der Neubau des Kaufmannshauses, Hallesches Ufer 12–13 in Berlin-Kreuzberg. Bauherr dieses repräsentativen Geschäftshaus mit der Fassadeninschrift „National Registrier Kassen Gesellschaft“ war der Bauunternehmer Heinrich Mendelssohn, als Architekten werden neben Paul Imberg auch Adolf Wollenberg und Emil Schuster genannt. Wollenberg übernahm die Fassadengestaltung und lieferte Pläne für die Innenarchitektur. Das fünfgeschossige Gebäude existiert heute nicht mehr.
Imberg zeichnete als Bauherr und Architekt für die in Berlin-Dahlem zwischen 1912 und 1916 im Heimatschutzstil erbauten, mit kleinen Vorgärten ausgestatteten Doppelhäuser sowie Drei- und Fünfhäusergruppen Schweinfurthstraße 58–72, Am Erlenbusch 2–10, Rohlffstraße 5–7 und Schorlemerallee 32–40 verantwortlich. Er begann 1912 auf eigene Kosten mit der Errichtung der kleinen Siedlung. Die im Detail verschieden gestalteten Häuser bilden ein Karree. Sie sind in kräftigen Farben verputzt und mit Sprossenfenstern versehen; ihre unterschiedlich geformten Dächer sind mit Tonziegeln gedeckt.
Das im Jahr 1913 errichtete und eingeweihte Gebäude Am Köllnischen Park 2 / Rungestraße 30 in Berlin, das heutige „Haus der Psychologie“, entwarf Imberg gemeinsam mit Walter Croner, dessen Familie anscheinend Eigentümer des Grundstücks war. Bis 1933 diente es als Gewerkschaftshaus des Deutschen Holzarbeiterverbandes.
Das von Imberg 1920–1921 gestaltete Wirtschaftsgebäude Glienicker Straße 17A in Berlin-Zehlendorf ist ebenfalls erhalten und steht unter Denkmalschutz.
1922 wurde ein Doppelhaus in Berlin-Dahlem nach dem Entwurf von Imberg und Friedmann fertiggestellt. Mit diesem Wohnhaus machten sich die beiden Architekten in der Umgebung bekannt. In den folgenden vier Jahren bis 1926 errichteten sie in den umliegenden Straßen eine Reihe von Landhäusern mit Walmdach. Oft gestalteten sie auch die Inneneinrichtung dieser Häuser. Die meisten ihrer Bauherren waren jüdische Berliner wie Max Brandenstein (Landhaus Max Brandenstein, Berlin-Zehlendorf, 1924), Dr. Robert Loewenthal (Landhaus Dr. Robert Loewenthal, Berlin-Zehlendorf, 1925), der Opernsänger Ernst Lehmann, der Direktor Reinhold Förster und Leonhard Wertheim.
Imberg und Friedmann errichteten vor 1925 das Landhaus Musäusstraße 4 in Berlin-Dahlem, in dem Friedmann wohnte.
Imberg und Friedmann bauten auch außerhalb Berlins, so zum Beispiel im Jahr 1923 ein Sommerhaus auf der Insel Sylt und 1925/1926 ein Ferienhaus in Scharfling in Oberösterreich. Sie planten auch den Umbau und die neue Innenausstattung des Bankhauses Damme in Danzig. Die Neue Synagoge in Danzig-Langfuhr wurde 1926 bis 1927 ebenfalls nach Plänen von Imberg und Friedmann erbaut.